# Diospyros holeana
Diospyros holeana är en tvåhjärtbladig växtart som beskrevs av B. L. Gupta och P. C. Kanjilal. Diospyros holeana ingår i släktet Diospyros och familjen Ebenaceae. Inga underarter finns listade i Catalogue of Life.